# 卡莫埃勒
卡莫埃勒（法語：Camoël，法語發音：[kamwɛl]）是法国莫尔比昂省的一个市镇，属于瓦讷区和米济亚克县。

## 地理
卡莫埃勒（47°28'55"N, 2°23'42"W）面积14.33 平方千米，位于法国布列塔尼大區莫尔比昂省，该省份为法国西北部沿海省份，位于布列塔尼半岛南部，北起阿摩尔滨海省、西接菲尼斯泰尔省，南濒大西洋，东南接大西洋卢瓦尔省，东临伊勒-维莱讷省。
与卡莫埃勒接壤的市镇（或旧市镇、城区）包括：阿尔扎勒、费雷勒、埃比尼亚克、阿塞拉克、佩内坦。

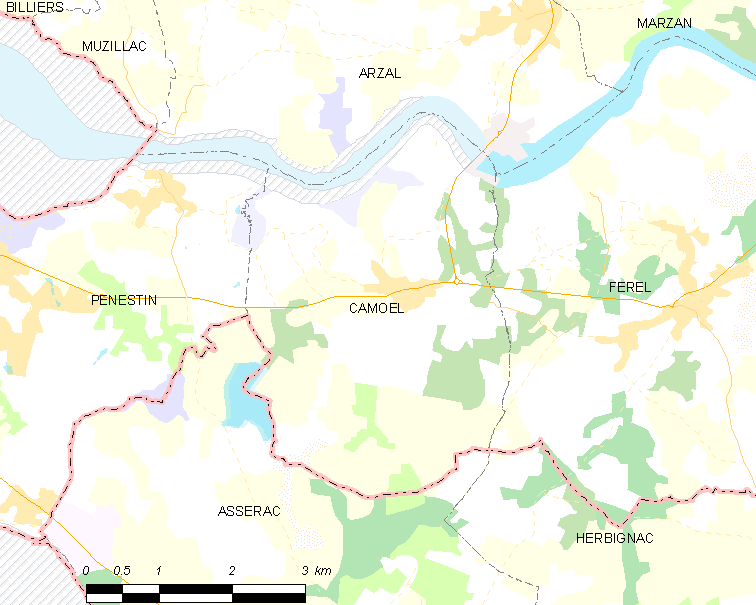
卡莫埃勒的OSM定位图

卡莫埃勒的时区为UTC+01:00、UTC+02:00（夏令时）。

## 行政
卡莫埃勒的邮政编码为56130，INSEE市镇编码为56030。

## 政治
卡莫埃勒所属的省级选区为米济亚克县。

## 人口

1962-2008年间卡莫埃勒人口变化图示

卡莫埃勒于2022年1月1日时的人口数量为1156人。